# Platinum Blonde
Platinum Blondeé um filme estadunidense de 1931, estrelado por Jean Harlow, Robert Williams, e Loretta Young. O filme foi escrito por Jo Swerling e dirigido por Frank Capra. Platinum Blonde foi a última aparição no cinema de Robert Williams; ele morreu de peritonite três dias após o lançamento do filme em 31 de outubro.

## Sinopse
Uma mulher rica, herdeira de uma fortuna, se casa por impulso com um jornalista pobre. Ele abandona a profissão, mas o vazio decorrente disso e de sua vida de luxo leva-o a questionar se vale a pena continuar casado.

## Elenco
- Loretta Young ...Gallagher
- Robert Williams ...Stew Smith
- Jean Harlow ...Ann Schuyler
- Halliwell Hobbes ...Butler
- Reginald Owen ...Grayson
- Edmund Breese ...Conroy – o editor
- Don Dillaway ...Michael Schuyler
- Walter Catlett ...Binji
- Claud Allister ...Dawson – o manobrista
- Louise Closser Hale ...Mrs. Schuyler

## Recepção e legado
Mordaunt Hall, do The New York Times, chamou-o de "um empreendimento levemente bem sucedido no lado da luz do entretenimento". O Film Daily disse que Platinum Blonde era "uma grande farsa cheia de comédias" e "entretenimento rico". O Kansas City Star descreveu-o como "uma farsa empolgante" e "uma comédia esterlina bem acima do normal". O New York Daily Mirror elogiou-o como "uma das comédias mais alegres e saquistas que você já viu". A New York American expressou uma certa decepção ao escrever: "Apesar de todo o seu faturamento, Jean Harlow tem muito pouco a fazer e Loretta Young ainda menos. Dizer que elas são competentes para as exigências do filme é apenas um elogio leve".
O filme não foi um grande sucesso nas bilheterias, com retornos nos EUA "um pouco decepcionantes". O significado histórico de Platinum Blonde só se tornaria aparente nos anos posteriores à medida que a reputação de Capra crescesse, assim como a de Harlow, que, assim como co-estrela Robert Williams, morreu jovem. Roger Ebert chamou o filme de "central para a lenda de Jean Harlow".